# Фарјаб
Фарјаб је једна од три 34 провинције Авганистана. Провинција се налази на сјеверу земље. Главни град је Мејмене.